# Улица Вукола Беридзе
Улица Вукола Беридзе (груз. ვუკოლ ბერიძის ქუჩა) — короткая (200 м) улица в Тбилиси, в районе Мтацминда, от улицы Петра Чайковского (как продолжение улицы Паоло Яшвили) до улицы Шио Читадзе.

## История
Современное название, с 1990 года, в честь грузинского советского писателя Вукола Беридзе (1883—1963).
Прежнее название — Ново-Бебутовская. В советские времена, с 1923 года, носила имя Цхакая.

## Достопримечательности
д. 10 — Институт востоковедения НАН Грузии
д. 11 — бывший дом Иванэ Зубалашвили (архитектор Отто Симонсон).

## Известные жители

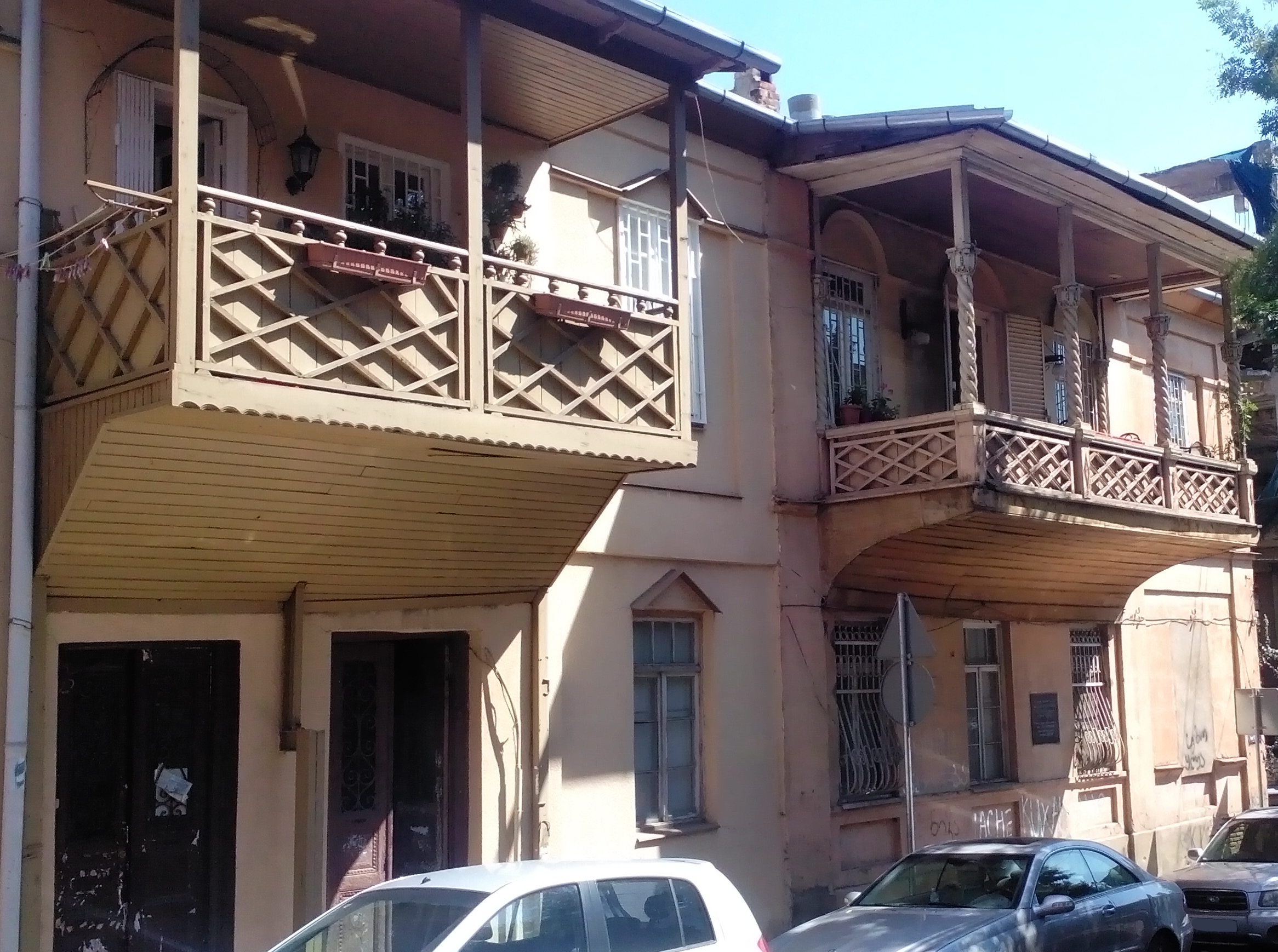
д. 3

д. 3 — в 1885—1888 жил и работал Илья Чавчавадзе (мемориальная доска)
д. 11 — Николай Шенгелая и Нато Вачнадзе